# Минамото-но Ёринобу
Минамото-но Ёринобу (яп. 源頼信, みなもと の よりのぶ; 21 декабря 968 — 1 июня 1048) — японский самурайский военный периода Хэйан. Глава рода Минамото в 1021—1048 годах.

## Биография
Происходил из аристократического рода Минамото. Сын Минамото-но Мицунака. Родился в провинции Кавати (часть современной префектуры Осака). В 987 году поступил на службу в императорские войска. В 1012 году вместе со своим старшим братом Минамото-но Ёримицу служил роду Фудзивара, в частности, Фудзивара-но Митикэну, кампаку (регенту) при императоре. В 1023 году унаследовал должность тиндзюфу-сёгуна, вакантную со смерти Минамото-но Ёримицу в 1021 году.
Назначен регентом Фудзивара-но Митинага губернатором провинций Исэ и Каи. В 1030—1031 годах в провинции Канто подавил восстание феодала Тайра-но Тадацунэ. В 1047 году возвратился в провинцию Кавати. Умер здесь в 1048 году.